# Liste der denkmalgeschützten Objekte in Wien/Liesing
Die Liste der denkmalgeschützten Objekte in Wien-Liesing enthält die 88 denkmalgeschützten unbeweglichen Objekte des 23. Wiener Gemeindebezirks Liesing.

## Denkmäler
| Foto |                 | Denkmal | Standort                                                                         | Beschreibung | Metadaten |
| ---- | --------------- | --- | -------------------------------------------------------------------------------- | --- | --- |
| ja   | Datei hochladen | Wohnhaus, ehemaliges Linienamt Atzgersdorf HERIS-ID: 5732 Objekt-ID: 1603                                                        | Breitenfurter Straße 116 Standort KG: Atzgersdorf                                | Das ehemalige Linienamt wurde 1891 an der damaligen Wiener Stadtgrenze erbaut. Das Gebäude weist einen Mittelrisaliten und Zwerchgiebel an den Seitenfronten sowie einen Turmrisaliten an der Rückfront auf. | BDA-Hist.: Q37848490 Status: Bescheid Stand der BDA-Liste: 2025-06-30 Name: Wohnhaus, ehem. Linienamt GstNr.: 905/2 Linienamt Atzgersdorf |
| ja   | Datei hochladen | Ehemalige Maschinen-, Kisten- und Holzwarenfabrik Koffmahn, heute Sargfabrik HERIS-ID: 22997 Objekt-ID: 19344                    | Breitenfurter Straße 176 Standort KG: Atzgersdorf                                | Die Sichtziegelanlage wurde 1913–1916 von Hubert Gessner erbaut und war von 1966 bis Ende 2013 Sargfabrik der Stadt Wien. Zur Anlage gehören auch mehrere Verwaltungsgebäude und ein hoher Wasserturm. | BDA-Hist.: Q37873859 Status: Bescheid Stand der BDA-Liste: 2025-06-30 Name: Ehemalige Maschinen-, Kisten- und Holzwarenfabrik Koffmahn, heute Sargfabrik GstNr.: 843/5 Sargfabrik Atzgersdorf                                                            |
| ja   | Datei hochladen | Kandl-Kapelle HERIS-ID: 5733 Objekt-ID: 1604                                                                                     | gegenüber Breitenfurter Straße 198 Standort KG: Atzgersdorf                      | Dieser spätklassizistische Kapellenbildstock wurde Anfang des 19. Jahrhunderts errichtet und 1963 an diese Stelle, am Rand des heutigen Stadtparks Atzgersdorf, versetzt. | BDA-Hist.: Q1723675 Status: § 2a Stand der BDA-Liste: 2025-06-30 Name: Kandl-Kapelle GstNr.: 959/4 Kandlkapelle |
| ja   | Datei hochladen | Kommunaler Wohnbau, Hans-Werndl-Hof HERIS-ID: 14213 Objekt-ID: 10445 Wiener Wohnen: 1596                                         | Breitenfurter Straße 242 Standort KG: Atzgersdorf                                | Dieser Gemeindebau wurde 1928 von der Gemeinde Atzgersdorf errichtet. Erbaut wurde er vom Liesinger Baumeister Leopold Schumm. Markant ist der Mittelrisalit mit übergiebelter Balkonachse, seitlich am Gebäude befinden sich Loggien. | BDA-Hist.: Q37742887 Status: § 2a Stand der BDA-Liste: 2025-06-30 Name: Kommunaler Wohnbau GstNr.: 39 Wohnhausanlage Breitenfurter Straße 242 |
| ja   | Datei hochladen | Bezirksmuseum Liesing, Kindergarten (ehem. Schule) HERIS-ID: 22699 Objekt-ID: 19038                                              | Canavesegasse 24 Standort KG: Atzgersdorf                                        | Diese ehemalige Schule wurde 1884 von Gerhard Reitmayer erbaut und beherbergt seit 1983 das Bezirksmuseum Liesing. | BDA-Hist.: Q110089083 Status: § 2a Stand der BDA-Liste: 2025-06-30 Name: Bezirksmuseum Liesing, Kindergarten (ehem. Schule) GstNr.: 643/20 Ehemalige Schule Canavesegasse 24 (Bezirksmuseum Liesing)                                                     |
| ja   | Datei hochladen | Evang. Pfarrkirche A.B., Johanneskirche HERIS-ID: 22688 Objekt-ID: 19027                                                         | Dr.-Andreas-Zailer-Gasse 3 Standort KG: Atzgersdorf                              | Diese evangelisch-lutherische Kirche im Art-Déco-Stil, wurde 1930–1935 von Henry Lutz erbaut. | BDA-Hist.: Q1698847 Status: § 2a Stand der BDA-Liste: 2025-06-30 Name: Evang. Pfarrkirche A.B., Johanneskirche GstNr.: 489/28 Johanneskirche Wien-Liesing                                                                                                |
| ja   | Datei hochladen | Fabriksgebäude samt Konzertsaal der ehemaligen Klavierfabrik Alois Parttart HERIS-ID: 5735 Objekt-ID: 1606                       | Endresstraße 18 Standort KG: Atzgersdorf                                         | Erbaut wurde das Fabriksgebäude 1892 von Josef Schneider (mit einer Erweiterung 1901), das Konzertsaalgebäude mit späthistoristischer Fassade stammt aus dem Jahr 1894. | BDA-Hist.: Q37848773 Status: Bescheid Stand der BDA-Liste: 2025-06-30 Name: Fabriksgebäude samt Konzertsaal der ehemaligen Klavierfabrik Alois Parttart GstNr.: 731/8, 731/9 Klavierfabrik Alois Parttart                                                |
| ja   | Datei hochladen | Aufnahmsgebäude des Bahnhofes Atzgersdorf-Mauer HERIS-ID: 22996seit 2022                                                         | Endresstraße 20 Standort KG: Atzgersdorf                                         | Das Aufnahmsgebäude der Südbahn wurde 1840 von Wilhelm Flattich errichtet. Es ist zweigeschoßig und freistehend, der seichte Mittelrisalit weist einen Frontispiz auf. Das Quadermauerwerk ist ortsteingegliedert. Die hohen Rundbogenöffnungen zur Bahn hin sind heute vermauert. Das Gebäude dient jetzt als Wohnhaus, seit der Bahnhalt in den 1970ern versetzt und als S-Bahn-Station (nunmehriger Name Atzgersdorf) neu eröffnet wurde.                              | BDA-Hist.: Q112865382 Status: Bescheid Stand der BDA-Liste: 2025-06-30 Name: Aufnahmsgebäude des Bahnhofes Atzgersdorf-Mauer GstNr.: 729/1 Altes Aufnahmsgebäude Bahnhof Atzgersdorf-Mauer                                                               |
| ja   | Datei hochladen | Wohnhaus HERIS-ID: 5044 Objekt-ID: 906                                                                                           | Kirchenplatz 6 Standort KG: Atzgersdorf                                          | Erbaut wurde das Haus um 1770/1780. Seit den mittleren 2010er-Jahren fungiert es auch als Durchhaus zu einer Passage Richtung Breitenfurter Straße, vgl. Liste von Durchhäusern in Wien. | BDA-Hist.: Q38147891 Status: Bescheid Stand der BDA-Liste: 2025-06-30 Name: Wohnhaus GstNr.: 133 Residential house Kirchenplatz 6 (Atzgersdorf) |
| ja   | Datei hochladen | Kriegerdenkmal HERIS-ID: 5045 Objekt-ID: 907                                                                                     | bei Kirchenplatz 1 Standort KG: Atzgersdorf                                      | Das Kriegerdenkmal für beide Weltkriege wurde nach 1918 errichtet, darin integriert ist eine Maria-Immaculata-Figur des Bildhauers Cesare Antonio Canavese aus dem ersten Drittel des 18. Jahrhunderts. | BDA-Hist.: Q38148463 Status: § 2a Stand der BDA-Liste: 2025-06-30 Name: Kriegerdenkmal GstNr.: 1 Atzgersdorf War Memorial |
| ja   | Datei hochladen | Atzgersdorfer Pfarrkirche hl. Katharina HERIS-ID: 5046 Objekt-ID: 908                                                            | bei Kirchenplatz 1 (Pfarre) Standort KG: Atzgersdorf                             | Diese römisch-katholische, josephinische Wandpfeilerkirche, wurde 1781–1782 von Andreas Fischer erbaut. | BDA-Hist.: Q2082534 Status: § 2a Stand der BDA-Liste: 2025-06-30 Name: Atzgersdorfer Pfarrkirche hl. Katharina GstNr.: 1 Pfarrkirche Atzgersdorf |
| ja   | Datei hochladen | Bildstock HERIS-ID: 14214 Objekt-ID: 10446                                                                                       | Scherbangasse 22, bei Standort KG: Atzgersdorf                                   | Seit dem 17. Jhdt. stand hier das Fieberkreuz, das 1761 in die Atzgersdorfer Pfarrkirche verlegt wurde; 1836 war hier vom Ortsrichter und späteren Bürgermeister Joseph Carlberger wieder ein Kreuz errichtet worden. Der heutige Kapellenbildstock wurde von der am 6. Oktober 1890 verstorbenen Druckerswitwe Maria Braun gestiftet und 1891 vom Maurermeister Josef Heisler errichtet.                                                                                 | BDA-Hist.: Q37742933 Status: § 2a Stand der BDA-Liste: 2025-06-30 Name: Bildstock GstNr.: 1116/1 |
| ja   | Datei hochladen | Schloss Alt-Erlaa HERIS-ID: 5056 Objekt-ID: 918                                                                                  | Erlaaer Straße 54 Standort KG: Erlaa                                             | Ursprünglich eine Vierflügelanlage vom Ende des 16., wurde das Schloss Anfang des 17. Jahrhunderts sowie 1766–1770 vermutlich von Nikolaus Pacassi spätbarock-frühklassizistisch umgebaut. | BDA-Hist.: Q877148 Status: Bescheid Stand der BDA-Liste: 2025-06-30 Name: Schloss Alt-Erlaa GstNr.: 18/12, 18/6, 18/1, 18/9, 19/1 Schloss Alterlaa |
| ja   | Datei hochladen | Villa/Landhaus HERIS-ID: 25258 Objekt-ID: 21675                                                                                  | Draschestraße 69-71 Standort KG: Inzersdorf                                      | Das in einer Gartenanlage freistehende um 1800 erbaute Landhaus wurde in der ersten Hälfte des 19. Jhdts. in spätbiedermeierlich-frühhistoristischer Form umgebaut. Es weist ein Walmdach und eine regelmäßige Pilastergliederung in beiden Geschoßen auf. Im Erdgeschoß weisen die Pilaster Terrakottamedaillons, Palmetten- und Akanthusdekor auf. | BDA-Hist.: Q37891456 Status: Bescheid Stand der BDA-Liste: 2025-06-30 Name: Villa/Landhaus GstNr.: 220 Draschestraße 69-71 (Liesing) |
| ja   | Datei hochladen | Grünberger-Schlössl HERIS-ID: 25259 Objekt-ID: 21676                                                                             | Draschestraße 86 Standort KG: Inzersdorf                                         | Dieses barocke Landhaus wurde um 1720/1730 erbaut. Die schlichte Fassade stammt wahrscheinlich zum Teil aus dem 19. Jahrhundert. | BDA-Hist.: Q37891481 Status: Bescheid Stand der BDA-Liste: 2025-06-30 Name: Grünberger Schlössl GstNr.: 248/1 Grünberger-Schlössl |
| ja   | Datei hochladen | Volksschule Draschestraße HERIS-ID: 25260 Objekt-ID: 21677                                                                       | Draschestraße 96 Standort KG: Inzersdorf                                         | Das spätsecessionistisch-neoklassizistische Schulgebäude wurde 1911–1912 erbaut. Die breite abgerundete Baukante ist als Hauptfront zum Inzersdorfer Kirchenplatz ausgebildet, sie wird von Eckpilastern mit Obeliskenaufsätzen gegliedert. Auf dem Mansarddach befindet sich ein metallener Dachreiter. | BDA-Hist.: Q37891500 Status: § 2a Stand der BDA-Liste: 2025-06-30 Name: Schule GstNr.: 278 Volksschule Draschestraße |
| ja   | Datei hochladen | Inzersdorfer Pfarrkirche hl. Nikolaus HERIS-ID: 5729 Objekt-ID: 1600                                                             | Draschestraße 98 Standort KG: Inzersdorf                                         | Diese römisch-katholische, spätklassizistische Rundbau-Kirche wurde 1818–1820 erbaut und 1845–1846 im spätbiedermeierlichen-frühhistoristischen Stil erweitert. | BDA-Hist.: Q2082710 Status: § 2a Stand der BDA-Liste: 2025-06-30 Name: Inzersdorfer Pfarrkirche hl. Nikolaus GstNr.: 1 Pfarrkirche Inzersdorf, Vienna |
| ja   | Datei hochladen | Figur hl. Florian HERIS-ID: 5727 Objekt-ID: 1598                                                                                 | bei Draschestraße 105 Standort KG: Inzersdorf                                    | Diese barocke Figur stammt aus der Mitte des 18. Jahrhunderts. | BDA-Hist.: Q37848341 Status: § 2a Stand der BDA-Liste: 2025-06-30 Name: Figur hl. Florian GstNr.: 285 Sculpture of Saint Florian, Draschestraße |
| ja   | Datei hochladen | Pfarrhof HERIS-ID: 25261 Objekt-ID: 21678                                                                                        | Draschestraße 105 Standort KG: Inzersdorf                                        | Der Späthistoristische Pfarrhof der Pfarrkirche Inzersdorf wurde 1895 erbaut. | BDA-Hist.: Q37891518 Status: § 2a Stand der BDA-Liste: 2025-06-30 Name: Pfarrhof GstNr.: 285 Inzersdorf Rectory |
| ja   | Datei hochladen | Inzersdorfer Konservenfabrik HERIS-ID: 5728 Objekt-ID: 1599                                                                      | Draschestraße 107 Standort KG: Inzersdorf                                        | Erbaut wurde die Fabrik 1873 für Ig. Eisler & Comp., später Inzersdorfer. Heute ist sie größtenteils abgerissen, nur die Fassade ist noch vorhanden und in eine Wohnhausanlage integriert. | BDA-Hist.: Q37848398 Status: Bescheid Stand der BDA-Liste: 2025-06-30 Name: Inzersdorfer Konservenfabrik GstNr.: 294/1 Konservenfabrik Inzersdorfer |
| ja   | Datei hochladen | Maria Theresien-Schlössl HERIS-ID: 25257 Objekt-ID: 21674                                                                        | Hochwassergasse 38 Standort KG: Inzersdorf                                       | Das barocke Landhaus wurde in der 1. Hälfte des 18. Jahrhunderts erbaut, der Architekt wird im Umkreis Fischer von Erlachs vermutet. | BDA-Hist.: Q37891435 Status: Bescheid Stand der BDA-Liste: 2025-06-30 Name: Maria Theresien-Schlössl GstNr.: 40/1 Maria-Theresien-Schlössl, Inzersdorf                                                                                                   |
| ja   | Datei hochladen | Fritsch-Haus HERIS-ID: 5067 Objekt-ID: 929                                                                                       | Neilreichgasse 193 Standort KG: Inzersdorf                                       | Das spätbiedermeierliche-frühhistoristische Landhaus wurde um 1840/1850 erbaut. | BDA-Hist.: Q38154003 Status: Bescheid Stand der BDA-Liste: 2025-06-30 Name: Fritsch-Haus GstNr.: 49 Fritsch-Haus, Inzersdorf |
| ja   | Datei hochladen | Gedenkkreuz HERIS-ID: 5051 Objekt-ID: 913                                                                                        | bei Breitenfurter Straße 510 Standort KG: Kalksburg                              | Es handelt sich um ein einarmiges Metallkreuz mit Endkreuzen an den Balken und bronziertem Corpus. | BDA-Hist.: Q38150156 Status: Bescheid Stand der BDA-Liste: 2025-06-30 Name: Gedenkkreuz GstNr.: 421/1 Gedenkkreuz, Kalksburg |
| ja   | Datei hochladen | Grotte HERIS-ID: 5054 Objekt-ID: 916                                                                                             | Breitenfurter Straße 516 Standort KG: Kalksburg                                  | | BDA-Hist.: Q38150888 Status: Bescheid Stand der BDA-Liste: 2025-06-30 Name: Grotte GstNr.: 106, 107 Kalksburg Grotto |
| ja   | Datei hochladen | Kalksburger Pfarrkirche hl. Petrus HERIS-ID: 5048 Objekt-ID: 910                                                                 | bei Breitenfurter Straße 526 Standort KG: Kalksburg                              | Diese römisch-katholische Kirche vom Typ einer klassizistischen Saalkirche wurde 1793–1801 von Johann Baptist Zobel erbaut. | BDA-Hist.: Q1722384 Status: § 2a Stand der BDA-Liste: 2025-06-30 Name: Kalksburger Pfarrkirche hl. Petrus GstNr.: 77 Kalksburger Pfarrkirche |
| ja   | Datei hochladen | Pflegeheim Caritas Socialis/Mack-Schlössl HERIS-ID: 5055 Objekt-ID: 917                                                          | Breitenfurter Straße 531 Standort KG: Kalksburg                                  | Das klassizistische Schlösschen wurde um 1800 erbaut. | BDA-Hist.: Q38151231 Status: Bescheid Stand der BDA-Liste: 2025-06-30 Name: Pflegeheim Caritas Socialis/Mack-Schlössl GstNr.: 29/3, 29/5, 29/2 Mackschlössl                                                                                              |
| ja   | Datei hochladen | Villa Schmitz-Königer HERIS-ID: 5053 Objekt-ID: 915                                                                              | Gütenbachstraße 18 Standort KG: Kalksburg                                        | Dieses Landhaus im Heimatstil wurde 1911–1912 von Robert Oerley erbaut. | BDA-Hist.: Q38150641 Status: Bescheid Stand der BDA-Liste: 2025-06-30 Name: Villa Schmitz-Königer GstNr.: 271/4, 271/7 Villa Schmitz-Königer |
| ja   | Datei hochladen | Sog. Steinvilla HERIS-ID: 5052 Objekt-ID: 914                                                                                    | Promenadeweg 12 Standort KG: Kalksburg                                           | Dieses ehemalige Landhaus ist eines der bedeutendsten Denkmale der frühen profanen Neugotik in Österreich und wurde 1787 erbaut. Die Fassade weist Bruchsteinverkleidung auf, die unregelmäßig gotisierende Fenster gesetzt sind. Die Innenausstattung stammt zu einem großen Teil aus der Bauzeit. | BDA-Hist.: Q38150355 Status: Bescheid Stand der BDA-Liste: 2025-06-30 Name: sog. Steinvilla GstNr.: 16 Stone House, Kalksburg |
| ja   | Datei hochladen | Ehem. Mack’scher Landschaftsgarten, Gartenbaudenkmale HERIS-ID: 24779 Objekt-ID: 21185                                           | Promenadeweg 3 Standort KG: Kalksburg                                            | In diesem nach 1792 entstandenen Landschaftsgarten sind folgende Staffagebauten erhalten: Monument, Chinesischer Tempel, Steinhaus, Rauchertempel und Michaelskapelle. | BDA-Hist.: Q37887412 Status: § 2a Stand der BDA-Liste: 2025-06-30 Name: Ehem. Mack'scher Landschaftsgarten, Gartenbaudenkmale GstNr.: 2/1, 2/4 Mackscher Landschaftsgarten                                                                               |
| ja   | Datei hochladen | Kollegium Kalksburg HERIS-ID: 24778 Objekt-ID: 21184                                                                             | Promenadeweg 3 Standort KG: Kalksburg                                            | Dieser in der zweiten Hälfte des 19. Jahrhunderts stufenweise erbaute Gebäudekomplex wurde 1856 als Jesuitenschule eröffnet. | BDA-Hist.: Q1257017 Status: Bescheid Stand der BDA-Liste: 2025-06-30 Name: Jesuitenkollegium Kalksburg GstNr.: 1/1, 1/2, 2/2, 2/1, 2/4 Kollegium Kalksburg                                                                                               |
| ja   | Datei hochladen | Figurenbildstock hl. Johannes Nepomuk HERIS-ID: 5047 Objekt-ID: 909                                                              | Standort KG: Kalksburg                                                           | Diese Eisengussplastik auf neugotischem Sockel stammt aus der Zeit um 1900/1910. | BDA-Hist.: Q38148871 Status: § 2a Stand der BDA-Liste: 2025-06-30 Name: Figurenbildstock hl. Johannes Nepomuk GstNr.: 377/5 Statue of John of Nepomuk, Kalksburg                                                                                         |
| ja   | Datei hochladen | Reisingergrabenaquädukt HERIS-ID: 111687 Objekt-ID: 129676                                                                       | Standort KG: Kalksburg                                                           | Die II. Wiener Hochquellenwasserleitung ist eine 183 Kilometer lange Trinkwasser-Versorgungsleitung für die Stadt Wien. Sie wurde auf Betreiben von Karl Lueger errichtet und nach zehnjähriger Bauzeit am 2. Dezember 1910 als II. Kaiser-Franz-Josef-Hochquellenleitung eröffnet. | BDA-Hist.: Q37826087 Status: Bescheid Stand der BDA-Liste: 2025-06-30 Name: Reisingergrabenaquädukt GstNr.: 345, 351/1 Reisingergrabenaquädukt |
| ja   | Datei hochladen | Teil der I. Wiener Hochquellenwasserleitung HERIS-ID: 111351 Objekt-ID: 129166                                                   | Standort KG: Liesing                                                             | Die I. Wiener Hochquellenwasserleitung ist ein Teil der Wiener Wasserversorgung und war die erste Versorgung von Wien mit einwandfreiem Trinkwasser. Nach vierjähriger Bauzeit wurde die 95 Kilometer lange Leitung am 24. Oktober 1873 eröffnet. Das Liesinger Aquädukt quert die Liesing zwischen Perchtoldsdorf und Liesing. | BDA-Hist.: Q64765549 Status: Bescheid Stand der BDA-Liste: 2025-06-30 Name: Teil der 1. Wiener Hochquellenleitung GstNr.: 405/4, 683/1, 386/4, 386/10, 382/24, 354/220, 364/2 Aquädukt Liesing                                                           |
| ja   | Datei hochladen | Straßenbrücke über den Bahnhof Wien Liesing HERIS-ID: 15928 Objekt-ID: 12181                                                     | Breitenfurter Straße Standort KG: Liesing                                        | Diese Stahlbetonbrücke aus 1910 weist ein Schmiedeeisengitter im Stil der Wiener Werkstätte auf. Die niedrigere Vorgängerbrücke musste ersetzt werden, um Platz für zusätzliche Gleise des Bahnhofes Liesing zu schaffen. Dabei wurden auf der neuen Brücke bereits die Schienen für die geplante Straßenbahnstrecke zwischen Wien und Liesing gelegt. | BDA-Hist.: Q91332045 Status: Bescheid Stand der BDA-Liste: 2025-06-30 Name: Straßenbrücke über den Bahnhof Liesing der Südbahnstrecke GstNr.: 109/1, 109/34 Südbahnbrücke, Liesing                                                                       |
| ja   | Datei hochladen | Gasthaus, Ehem. Liesinger Brauhaus-Restauration HERIS-ID: 21857 Objekt-ID: 18182seit 2012                                        | Breitenfurter Straße 370 Standort KG: Liesing                                    | Verbleibender Teil der Brauerei Liesing: diese wurde 1898 von Ferdinand Fellner und Hermann Helmer erbaut. Es ist ein dreigeschoßiger Bau, der Eckturm weist einen Klinkerkegelhelm auf. | BDA-Hist.: Q37865374 Status: Bescheid Stand der BDA-Liste: 2025-06-30 Name: Gasthaus, Ehem. Liesinger Brauhaus-Restauration GstNr.: 374/1 Liesinger Brauhaus-Restauration                                                                                |
| ja   | Datei hochladen | Schule HERIS-ID: 21859 Objekt-ID: 18184                                                                                          | Dirmhirngasse 29 Standort KG: Liesing                                            | Sogenannte Brückenschule: das späthistoristische Schulgebäude (erbaut 1888, Architekten: Julius Fröhlich und Josef Maresch) ist durch einen Stahlfachwerksteg mit einem Erweiterungsbau (erbaut 1991–1994, Architekt: Boris Podrecca) verbunden. In diesem Gebäude befindet sich die Kooperative Mittelschule Dirmhirngasse. | BDA-Hist.: Q117151016 Status: § 2a Stand der BDA-Liste: 2025-06-30 Name: Schule GstNr.: 83 Mittelschule Dirmhirngasse |
| ja   | Datei hochladen | Wohnhaus, ehemaliges Arbeitsamt Liesing HERIS-ID: 22693 Objekt-ID: 19032                                                         | Dr.-Neumann-Gasse 7 Standort KG: Liesing                                         | Das ehemalige Arbeitsamt ist eines der Hauptwerke der österreichischen Moderne und wurde 1930–1931 von Ernst Plischke erbaut. Es ist ein zweigeschoßiger Ständerbau mit Fensterbändern und vorgestelltem Stiegenhaustrakt. | BDA-Hist.: Q37871844 Status: Bescheid Stand der BDA-Liste: 2025-06-30 Name: Wohnhaus, ehemaliges Arbeitsamt Liesing GstNr.: 128/6 Liesing Employment Office                                                                                              |
| ja   | Datei hochladen | Liesinger Pfarrkirche – Maria, Mutter der göttlichen Gnade HERIS-ID: 22694 Objekt-ID: 19033                                      | Färbermühlgasse 6 Standort KG: Liesing                                           | Der ovale Zentralkuppelbau aus Stahlbeton mit freistehenden Kirchturm wurde von 1953 bis 1955 nach Plänen von Robert Kramreiter als Ersatz für die im II. WK zerstörte Kirche (1944) errichtet. Auf dem Treppenaufsatz vor der Kirche ist eine Statue des heiligen Servatius, ursprünglich Hauptpatron der Liesinger Kirche, von Adolf Treberer-Treberspurg. | BDA-Hist.: Q1439760 Status: § 2a Stand der BDA-Liste: 2025-06-30 Name: Liesinger Pfarrkirche – Maria, Mutter der göttlichen Gnade GstNr.: 28/1 Pfarrkirche Liesing                                                                                       |
| ja   | Datei hochladen | 5 Arbeiterwohnhäuser HERIS-ID: 21854 Objekt-ID: 18179seit 2013                                                                   | Haeckelstraße 33, 35, Lehmanngasse 29, 31 und Pülslgasse 34 Standort KG: Liesing | Diese Wohnhäuser für die Arbeiter der Liesinger Brauerei wurden zwischen 1900 und 1914 von Leopold Simony errichtet. Es sind unterschiedlich gestaltete Sichtziegelbauten mit Elementen des Heimatstils. | BDA-Hist.: Q37865337 Status: Bescheid Stand der BDA-Liste: 2025-06-30 Name: 5 Arbeiterwohnhäuser GstNr.: 356/5, 356/6, 356/9, 356/4, 356/7, 356/21, 356/1, 356/19, 356/20, 364/1, 364/4, 358/32 Arbeiterwohnhäuser der Liesinger Brauerei                |
| ja   | Datei hochladen | Pflegeheim/ehem. Liesinger Schloss HERIS-ID: 21853 Objekt-ID: 18178                                                              | Josef-Kutscha-Gasse 1A Standort KG: Liesing                                      | Dieses Schloss bildet eine Vierflügelanlage, wobei der Nord- und Ostflügel (mit Torturm) aus dem 16./17. Jahrhundert und der West- und Südflügel aus dem 19. Jahrhundert stammt. 1878 wurde es zu einem Pflegeheim der Stadt Wien ausgebaut. | BDA-Hist.: Q268851 Status: § 2a Stand der BDA-Liste: 2025-06-30 Name: Pflegeheim/ehem. Liesinger Schloss GstNr.: 353/14 Liesinger Schloss |
| ja   | Datei hochladen | Amtshaus Liesing HERIS-ID: 22697 Objekt-ID: 19036                                                                                | Perchtoldsdorfer Straße 2 Standort KG: Liesing                                   | Das neobarocke ehemaliges Rathaus von Liesing wurde 1903–1904 durch das Büro Fellner & Helmer erbaut. | BDA-Hist.: Q481225 Status: § 2a Stand der BDA-Liste: 2025-06-30 Name: Bezirksamt Liesing GstNr.: 49/1 Amtshaus Liesing |
| ja   | Datei hochladen | Kaiser-Jubiläums-Schule HERIS-ID: 22696 Objekt-ID: 19035                                                                         | Pülslgasse 28 Standort KG: Liesing                                               | Die ehemalige Kaiser-Jubiläums-Schule wurde 1908 durch Architekt Rudolf Eisler im Heimatstil erbaut. | BDA-Hist.: Q37871864 Status: § 2a Stand der BDA-Liste: 2025-06-30 Name: Kaiser-Jubiläums-Schule GstNr.: 357/1 Volksschule Pülslgasse |
| ja   | Datei hochladen | Wasserbehälter Liesing samt Schiebergebäude (I. und II. Wiener Hochquellenwasserleitung) HERIS-ID: 13408 Objekt-ID: 9587         | gegenüber Rudolf-Waisenhorn-Gasse 212 Standort KG: Liesing                       | Die II. Wiener Hochquellenwasserleitung ist eine 183 Kilometer lange Trinkwasser-Versorgungsleitung für die Stadt Wien. Sie wurde auf Betreiben von Karl Lueger errichtet und nach zehnjähriger Bauzeit am 2. Dezember 1910 als II. Kaiser-Franz-Josef-Hochquellenleitung eröffnet. | BDA-Hist.: Q64765262 Status: Bescheid Stand der BDA-Liste: 2025-06-30 Name: Wasserbehälter Liesing samt Schiebergebäude (1.u.2. Wr.Hochquellwasserleitung) GstNr.: 571/2, 571/3 Wasserbehälter Liesing                                                   |
| ja   | Datei hochladen | Auslaufkammer Gütenbachdüker (AK 118), Einsteigturm 119 (zubetoniert) HERIS-ID: 111688 Objekt-ID: 129677                         | Gebirgsgasse 92, westlich Standort siehe Beschreibung KG: Mauer                  | Das Bundesdenkmalamt fasst unter diesem Eintrag die Auslaufkammer des Gütenbachdükers (AK 118) (Lage) und den Einsteigturm 119 (Lage) der II. Wiener Hochquellenwasserleitung zusammen. | BDA-Hist.: Q37826091 Status: Bescheid Stand der BDA-Liste: 2025-06-30 Name: Auslaufkammer Gütenbachdüker (AK 118), Einsteigturm 119 (zubetoniert) GstNr.: 1258/1, 788 Auslaufkammer Gütenbachdüker und Einsteigturm 119                                  |
| ja   | Datei hochladen | Teil der I. Wiener Hochquellenwasserleitung HERIS-ID: 111352 Objekt-ID: 129167                                                   | Standort KG: Mauer                                                               | Die I. Wiener Hochquellenwasserleitung ist ein Teil der Wiener Wasserversorgung und war die erste Versorgung von Wien mit einwandfreiem Trinkwasser. Nach vierjähriger Bauzeit wurde die 95 Kilometer lange Leitung am 24. Oktober 1873 eröffnet. Der denkmalgeschützte Bereich erstreckt sich vom Aquädukt Speising (Lage) im Norden bis zum Aquädukt Mauer (Lage) im Süden. Hier befindet sich auch der letzte Einsteigturm (Nr. 49, Lage)                              | BDA-Hist.: Q64765551 Status: Bescheid Stand der BDA-Liste: 2025-06-30 Name: Teil der 1. Wiener Hochquellenleitung GstNr.: 1151/9, 64/2, 82/2, 1131/3, 1134/2, 1137/5, 1659/1 Aquädukt Mauer                                                              |
| ja   | Datei hochladen | Zinshausvilla HERIS-ID: 22692 Objekt-ID: 19031                                                                                   | Anton-Krieger-Gasse 138, 140 Standort KG: Mauer                                  | Diese Heimatstil-Doppelvilla wurde 1914 von Gustav Endl erbaut. | BDA-Hist.: Q37871821 Status: Bescheid Stand der BDA-Liste: 2025-06-30 Name: Zinshausvilla GstNr.: 1408/2, 1406/2 |
| ja   | Datei hochladen | Neolithisches Hornsteinbergwerk HERIS-ID: 21501 Objekt-ID: 17821                                                                 | Antonshöhe Standort KG: Mauer                                                    | Auf der Antonshöhe liegt ein 1929/1930 entdecktes Hornstein-Bergwerk der Jungsteinzeit. | BDA-Hist.: Q1726493 Status: Bescheid Stand der BDA-Liste: 2025-06-30 Name: Neolithisches Hornsteinbergwerk GstNr.: 1257 Antonshöhe, Vienna |
| ja   | Datei hochladen | Katholische Pfarrkirche, Erlöserkirche HERIS-ID: 22691 Objekt-ID: 19030                                                          | Endresstraße 57A Standort KG: Mauer                                              | Dieser römisch-katholische, neuromanische Kirchenbau ist die ehemalige Klosterkirche der Redemptoristinnen und wurde 1908–1909 von Theodor Ruf erbaut. | BDA-Hist.: Q1355754 Status: § 2a Stand der BDA-Liste: 2025-06-30 Name: Kath. Pfarrkirche, Erlöserkirche GstNr.: 75/5 Erlöserkirche (Liesing) |
| ja   | Datei hochladen | Kloster der Redemptoristinnen HERIS-ID: 22690 Objekt-ID: 19029                                                                   | Endresstraße 59 Standort KG: Mauer                                               | Das ehemalige Konventgebäude der Redemptoristinnen wurde 1908–1909 von Theodor Ruf errichtet. | BDA-Hist.: Q37871783 Status: Bescheid Stand der BDA-Liste: 2025-06-30 Name: Kloster der Redemptoristinnen GstNr.: 75/5, 75/3, 75/6 Kloster der Redemptoristinnen (Mauer)                                                                                 |
| ja   | Datei hochladen | Mauerlahn-Schlössl HERIS-ID: 24782 Objekt-ID: 21188                                                                              | Endresstraße 80 Standort KG: Mauer                                               | Diese Vierflügelanlage aus der ersten Hälfte des 18. Jahrhunderts ist vermutlich spätmittelalterlichen Ursprungs. | BDA-Hist.: Q37887469 Status: Bescheid Stand der BDA-Liste: 2025-06-30 Name: Mauerlahn-Schlössl GstNr.: 31 Mauerlahn-Schlössel |
| ja   | Datei hochladen | Johann-Nepomuk-Kapelle HERIS-ID: 5042 Objekt-ID: 904                                                                             | bei Endresstraße 93–95 Standort KG: Mauer                                        | Die kleine Kapelle mit quadratischem Grundriss wurde 1719 von Sebastian Cichine erbaut. Die Vorderfront ist pilastergegliedert, in der vergitterten Rundbogenöffnung befindet sich eine Nepomuk-Figur auf einem Altar. | BDA-Hist.: Q38146204 Status: § 2a Stand der BDA-Liste: 2025-06-30 Name: Johann Nepomuk-Kapelle GstNr.: 1616/10 Johannes-Nepomuk-Kapelle, Endresstraße |
| ja   | Datei hochladen | Rudolf-Steiner-Schule Wien-Mauer HERIS-ID: 24785 Objekt-ID: 21192                                                                | Endresstraße 100 Standort KG: Mauer                                              | Das frühklassizistische Herrschaftshaus des ehemaligen Maurer Schlössls, erbaut Ende des 18. Jahrhunderts, ist seit 1968 eine Rudolf-Steiner-Schule. | BDA-Hist.: Q2173874 Status: § 2a Stand der BDA-Liste: 2025-06-30 Name: Rudolf-Steiner-Schule GstNr.: 5/1 Rudolf Steiner Schule Mauer |
| ja   | Datei hochladen | Rosenhügel-Filmstudios, ehemalige Vita Film/Tobis-Sascha Film/Wien Film Studios, Halle I und VI HERIS-ID: 49326 Objekt-ID: 52979 | Engelshofengasse 2, 4 Standort KG: Mauer                                         | Errichtet wurde die Anlage 1919–1923 durch die Vita-Film. | BDA-Hist.: Q1593664 Status: Bescheid Stand der BDA-Liste: 2025-06-30 Name: Rosenhügelstudios, ehem. Vita Film/Tobis-Sascha Film/Wien Film Studios, Halle I und VI GstNr.: 1204/3, 1199/7, 1204/2 Halle I and Halle VI, Rosenhügel Film Studios           |
| ja   | Datei hochladen | Ehemalige Friedhofskapelle HERIS-ID: 4722 Objekt-ID: 578                                                                         | Franz-Asenbauer-Gasse 1 Standort KG: Mauer                                       | Die sogenannte Kreuzkapelle wurde 1823 als Friedhofskapelle des 1894 aufgelassenen alten Ortsfriedhofs von Mauer erbaut. | BDA-Hist.: Q38048216 Status: § 2a Stand der BDA-Liste: 2025-06-30 Name: Ehemalige Friedhofskapelle GstNr.: 589/2 Ehemalige Friedhofskapelle Mauer |
| ja   | Datei hochladen | Mausoleum ehem. Familie Ölzelt HERIS-ID: 4723 Objekt-ID: 579                                                                     | Friedensstraße 6–16 Standort KG: Mauer                                           | Die Grabkapelle der Familie Anton Ölzelt von Newin wurde 1876 durch den Architekten Franz Fröhlich auf dem Friedhof Mauer erbaut. | BDA-Hist.: Q38048551 Status: Bescheid Stand der BDA-Liste: 2025-06-30 Name: Mausoleum ehem. Familie Ölzelt GstNr.: 1107 Mausoleum for Anton, Ritter von Ölzelt, Mauer                                                                                    |
| ja   | Datei hochladen | Villa/Landhaus, ehemaliges Park-Café Mauer HERIS-ID: 24783 Objekt-ID: 21189                                                      | Geßlgasse 4A Standort KG: Mauer                                                  | Das Neorenaissance-Bauwerk wurde 1883–1885 von Joseph Wieser für den ältesten Sohn Anton des Baumeisters Anton Ölzelt von Newin nach Vorbild des Palazzo Strozzi errichtet. Von 1913 bis 1985 war es das Park-Café, von 1985 bis zu einem Brand 1996 ein Chinesisches Restaurant. Im Obergeschoß befand sich von 1932 bis 1987 ein Rittersaal der Schlaraffia (Reych Auf der Mauer). Seit 2003 wird es als Gasthaus und Hotel unter wechselnden Eigentümern genutzt.      | BDA-Hist.: Q37887487 Status: Bescheid Stand der BDA-Liste: 2025-06-30 Name: Villa/Landhaus, ehem. Parkcafe Mauer GstNr.: 302 Ehemaliges Park Café (Mauer)                                                                                                |
| ja   | Datei hochladen | Villa Braun HERIS-ID: 22689 Objekt-ID: 19028                                                                                     | Haymogasse 57 Standort KG: Mauer                                                 | Diese späthistoristisch-secessionistische Villa wurde 1905 für Emanuel Braun erbaut. | BDA-Hist.: Q37871753 Status: Bescheid Stand der BDA-Liste: 2025-06-30 Name: Villa Braun GstNr.: 1525/15 Villa Braun, Mauer |
| ja   | Datei hochladen | Ansitz, sogenanntes Körnerschlössl HERIS-ID: 40591 Objekt-ID: 40560                                                              | Kaserngasse 9 Standort KG: Mauer                                                 | Diese Villa mit Tudorstil-Elementen wurde 1862 erbaut. | BDA-Hist.: Q37995386 Status: Bescheid Stand der BDA-Liste: 2025-06-30 Name: Ansitz, sog. Körnerschlößl GstNr.: 453 Körnerschlössl |
| ja   | Datei hochladen | Ehem. Haus Koller-Glück HERIS-ID: 26470seit 2021                                                                                 | Katleingasse 7 Standort KG: Mauer                                                | Das Gebäude wurde in den Jahren 1971–74 von Ernst Anton Plischke erbaut und war der erste Bau nach seiner Rückkehr aus dem neuseeländischen Exil. Es liegt in Hanglage mit Blick über Wien und weist ein Pultdach auf, die Fußbodenebenen sind gestaffelt. Der Bau lässt Anklänge an die Wiener Wohnkultur der 1920er und 1930er erkennen. | BDA-Hist.: Q107467753 Status: Bescheid Stand der BDA-Liste: 2025-06-30 Name: Ehem. Haus Koller-Glück GstNr.: 1321/3 Haus Koller-Glück |
| ja   | Datei hochladen | Kath. Pfarrkirche hl. Erhard, Mauer HERIS-ID: 24786 Objekt-ID: 21193                                                             | Maurer Hauptplatz 1 Standort KG: Mauer                                           | Diese römisch-katholische Kirche war ursprünglich eine spätgotische Wehrkirche und wurde von 1934 bis 1936 von Clemens Holzmeister umgebaut und erweitert. | BDA-Hist.: Q1400583 Status: § 2a Stand der BDA-Liste: 2025-06-30 Name: Kath. Pfarrkirche hl. Erhard, Mauer GstNr.: 284/2 Pfarrkirche Mauer |
| ja   | Datei hochladen | Wohnhaus, Ehemaliges Amtshaus HERIS-ID: 24788 Objekt-ID: 21195                                                                   | Maurer Hauptplatz 10 Standort KG: Mauer                                          | Das ehemalige Maurer Amtshaus und Pfarrhaus wurde in der ersten Hälfte des 17. Jahrhunderts erbaut. Bis 1849 war es im Besitz der Familie Mack, aus deren Konkursmasse kaufte es 1856 die Familie Hermann und Franziska Wittgenstein. 1914 gehörte es Helene Salzer, geb. Wittgenstein, danach Franziska von Siebert. | BDA-Hist.: Q37887540 Status: § 2a Stand der BDA-Liste: 2025-06-30 Name: Wohnhaus, Ehemaliges Amtshaus GstNr.: 549 Ehemaliges Maurer Amtshaus |
| ja   | Datei hochladen | Villa/Landhaus (kleine Schlossanlage) HERIS-ID: 24780 Objekt-ID: 21186                                                           | Maurer Lange Gasse 1 Standort KG: Mauer                                          | Erbaut wurde die Villa im zweiten Viertel des 18. Jahrhunderts für den kaiserlichen Hofschmied Johann Christoph Schillinger. | BDA-Hist.: Q37887432 Status: Bescheid Stand der BDA-Liste: 2025-06-30 Name: Villa/Landhaus (kleine Schlossanlage) GstNr.: 88 Villa Schillinger |
| ja   | Datei hochladen | Bauernhaus HERIS-ID: 24781 Objekt-ID: 21187                                                                                      | Maurer Lange Gasse 105 Standort KG: Mauer                                        | Bei diesem Gebäude handelt es sich um einen Doppelstreckhof mit verbretterten Giebeln. | BDA-Hist.: Q37887449 Status: Bescheid Stand der BDA-Liste: 2025-06-30 Name: Bauernhaus GstNr.: 423 Bauernhaus Maurer Lange Gasse 105 |
| ja   | Datei hochladen | Gräflich Breda’sches Landhaus HERIS-ID: 24784 Objekt-ID: 21191                                                                   | Maurer Lange Gasse 113, 115 Standort KG: Mauer                                   | Diese Neorenaissance-Villa wurde 1851–1853 von Ludwig Förster für Ludwig Graf Breda erbaut. | BDA-Hist.: Q37887505 Status: § 2a Stand der BDA-Liste: 2025-06-30 Name: Gräflich Breda'sches Landhaus GstNr.: 431, 435/3 Gräflich Breda'sches Landhaus                                                                                                   |
| ja   | Datei hochladen | Kath. Filialkirche Zur hl. Dreifaltigkeit, sogenannte Wotrubakirche HERIS-ID: 4726 Objekt-ID: 582                                | Ottillingerplatz 1 Standort KG: Mauer                                            | Diese römisch-katholische Kirche in Form einer monumentalen Skulptur aus Betonblöcken wurde 1974–1976 von Fritz Gerhard Mayr nach einem Modell des Bildhauers Fritz Wotruba erbaut. | BDA-Hist.: Q684334 Status: § 2a Stand der BDA-Liste: 2025-06-30 Name: Kath. Filialkirche Zur Hl. Dreifaltigkeit, sog. „Wotrubakirche“ GstNr.: 1283/4 Kirche zur Heiligsten Dreifaltigkeit, Vienna                                                        |
| ja   | Datei hochladen | Villa Hugo Franz Kirsch HERIS-ID: 10734 Objekt-ID: 6796                                                                          | Rudolf-Waisenhorn-Gasse 90 Standort KG: Mauer                                    | Erbaut wurde die Villa 1912 von Carl Witzmann für den Bildhauer Hugo Franz Kirsch. | BDA-Hist.: Q38077981 Status: Bescheid Stand der BDA-Liste: 2025-06-30 Name: Villa Hugo Franz Kirsch GstNr.: 1494/22 Villa Hugo Franz Kirsch |
| ja   | Datei hochladen | Ehemaliges Rathaus von Mauer HERIS-ID: 4725 Objekt-ID: 581                                                                       | Speisinger Straße 256 Standort KG: Mauer                                         | Das späthistoristische Rathaus der ehemals selbstständigen Marktgemeinde Mauer bei Wien wurde 1887 erbaut und ist seit 1999 ein Standort der Volkshochschule Liesing. | BDA-Hist.: Q38048973 Status: § 2a Stand der BDA-Liste: 2025-06-30 Name: Ehemaliges Rathaus von Mauer GstNr.: 561/10 Rathaus Mauer |
| ja   | Datei hochladen | Villa/Landhaus HERIS-ID: 15043 Objekt-ID: 11281                                                                                  | Wittgensteinstraße 31 Standort KG: Mauer                                         | Die secessionistisch beeinflusste Villa stammt von Paul Roller (1875–1914), einem Bruder von Alfred Roller. Anmerkung: Identadresse Leitengasse 24 | BDA-Hist.: Q37769450 Status: Bescheid Stand der BDA-Liste: 2025-06-30 Name: Villa/Landhaus GstNr.: 1067/4 Leitengasse 24, Vienna |
| ja   | Datei hochladen | Wasserwerk, Übergangs- und Druckentlastungskammer Mauer (II. Wiener Hochquellenwasserleitung) HERIS-ID: 16595 Objekt-ID: 12860   | Wittgensteinstraße 131 Standort KG: Mauer                                        | Erbaut wurde die Druckentlastungskammer Mauer mit monumentaler Straßenfassade 1908. Die Übergangskammer Mauer liegt weiter westlich an einem Waldstück. | BDA-Hist.: Q64765263 Status: Bescheid Stand der BDA-Liste: 2025-06-30 Name: Wasserwerk, Übergangs- und Druckentlastungskammer Mauer (2. Wiener Hochquellenwasserleitung) GstNr.: 980, 1258/4, 1258/5, 1693/1 Übergangs- und Druckentlastungskammer Mauer |
| ja   | Datei hochladen | Figuren im Rathauspark HERIS-ID: 4724 Objekt-ID: 580                                                                             | bei Speisinger Straße 223 Standort KG: Mauer                                     | Im Maurer Rathauspark befinden sich der Magna-Mater-Brunnen des Bildhauers Anton Hanak (um 1925) und eine Athletenfigur von Oskar Thiede (1926). | BDA-Hist.: Q38048783 Status: § 2a Stand der BDA-Liste: 2025-06-30 Name: Figuren im Rathauspark GstNr.: 6/1 Figuren im Maurer Rathauspark |
| ja   | Datei hochladen | Kommunale Wohnhausanlage der Postmoderne HERIS-ID: 110635 Objekt-ID: 128349 Wiener Wohnen: 1686                                  | Breitenfurter Straße 401–413 Standort KG: Rodaun                                 | Dieser Gemeindebau im postmodernen Stil wurde 1984–1987 von Hedy Wachberger, Rob Krier und Peter Gebhart erbaut. | BDA-Hist.: Q37819944 Status: § 2a Stand der BDA-Liste: 2025-06-30 Name: Kommunale Wohnhausanlage der Postmoderne GstNr.: 91/7, 386/6 Wohnhausanlage Breitenfurter Straße 401-413                                                                         |
| ja   | Datei hochladen | Figurenbildstock hl. Donatus HERIS-ID: 5063 Objekt-ID: 925                                                                       | Engelbert-Schliemann-Park, bei Ketzergasse 238 Standort KG: Rodaun               | Barocke Steinfigur des Heiligen Donatus. | BDA-Hist.: Q38153041 Status: § 2a Stand der BDA-Liste: 2025-06-30 Name: Figurenbildstock hl. Donatus GstNr.: 80/4 Rodaun Hl. Donatus |
| ja   | Datei hochladen | Sog. Brandstätte HERIS-ID: 111958 Objekt-ID: 129996seit 2013                                                                     | Kaltenleutgebner Straße 4 Standort KG: Rodaun                                    | Historisches Untergeschoß eines durch Brand teilweise zerstörten Gebäudes im Komplex des Schlossparks Rodaun. Lt. Dehio handelt es sich um das ehemalige Wirtschaftsgebäude des Schlosses, einen hakenförmigen Bau aus dem 16. Jh. mit steinernen Fenstergewänden mit Steckgittern, einem breiten Rundbogenportal mit Steingewände und Prellsteinen um die Mitte des 19. Jh. Dort als ruinös genannt. Im 21. Jahrhundert wurde darüber ein moderner Schultrakt errichtet. | BDA-Hist.: Q37827905 Status: Bescheid Stand der BDA-Liste: 2025-06-30 Name: Sog. Brandstätte GstNr.: .4/1 Brandstätte, Schloss Rodaun |
| ja   | Datei hochladen | Gasthof Schneider HERIS-ID: 5059 Objekt-ID: 921                                                                                  | Ketzergasse 465 Standort KG: Rodaun                                              | Die ehemalige herrschaftliche Taverne des Schlosses Rodaun wurde vermutlich 1577 erbaut. | BDA-Hist.: Q38152181 Status: Bescheid Stand der BDA-Liste: 2025-06-30 Name: Gasthof Schneider GstNr.: .81/1, .81/2 Gasthof Ketzergasse 465 |
| ja   | Datei hochladen | Ehemaliges Hofmannsthal-Schlössl HERIS-ID: 5058 Objekt-ID: 920                                                                   | Ketzergasse 471 Standort KG: Rodaun                                              | Dieses kleines barocke Schloss, das 1724 für Fürst Trautson erbaut wurde, bewohnten unter anderem die Obersthofmeisterin Karoline von Fuchs-Mollard und der Dichter Hugo von Hofmannsthal. | BDA-Hist.: Q1623184 Status: Bescheid Stand der BDA-Liste: 2025-06-30 Name: Ehem. Hofmannsthal-Schlössl GstNr.: .72 Hofmannsthal-Schlössl |
| ja   | Datei hochladen | Bergkirche Rodaun HERIS-ID: 5065 Objekt-ID: 927                                                                                  | Rodauner Kirchenplatz Standort KG: Rodaun                                        | Diese römisch-katholische, spätbarocke Saalkirche wurde 1739–1745 von Johann Enzenhofer, vermutlich nach Entwürfen von Mathias Gerl erbaut und am 23. Juni 1745 geweiht. | BDA-Hist.: Q819908 Status: § 2a Stand der BDA-Liste: 2025-06-30 Name: Bergkirche Johannes d. Täufer GstNr.: .78 Bergkirche Rodaun |
| ja   | Datei hochladen | Figurenbildstock HERIS-ID: 5060 Objekt-ID: 922                                                                                   | Rodauner Kirchenplatz Standort KG: Rodaun                                        | Die Christus-Figur auf neugotischem Sockel wurde 1881 gestiftet. | BDA-Hist.: Q38152354 Status: § 2a Stand der BDA-Liste: 2025-06-30 Name: Figurenbildstock GstNr.: .230 Christusstatue Rodaun |
| ja   | Datei hochladen | Kriegerdenkmal, Pietà HERIS-ID: 5061 Objekt-ID: 923                                                                              | Rodauner Kirchenplatz Standort KG: Rodaun                                        | Die monumentale Pietà-Plastik des Bildhauers Richard Kauffungen stammt aus dem Jahr 1937. | BDA-Hist.: Q38152573 Status: § 2a Stand der BDA-Liste: 2025-06-30 Name: Kriegerdenkmal, Pietà GstNr.: .230 Kriegerdenkmal, Rodauner Kirchenplatz |
| ja   | Datei hochladen | Wohnhaus, ehemaliger Pfarrhof HERIS-ID: 5066 Objekt-ID: 928                                                                      | Rodauner Kirchenplatz 2 Standort KG: Rodaun                                      | Der ehemalige Pfarrhof der Bergkirche Rodaun wurde Mitte des 18. Jahrhunderts erbaut. | BDA-Hist.: Q38153842 Status: § 2a Stand der BDA-Liste: 2025-06-30 Name: Wohnhaus, ehemaliger Pfarrhof GstNr.: .76 Ehemaliger Pfarrhof Rodaun |
| ja   | Datei hochladen | Sog. Maria-Theresien-Villa, Maria-Theresien-Schlössl HERIS-ID: 111957 Objekt-ID: 129995seit 2013                                 | Schloss Rodaun – Hochstraße 8 Standort KG: Rodaun                                | Es handelt sich um ein eingeschoßiges Gartenhaus im Park des Schlosses Rodaun aus dem 17. Jahrhundert, das später mehrfach umgebaut wurde. | BDA-Hist.: Q37827894 Status: Bescheid Stand der BDA-Liste: 2025-06-30 Name: Sog. Maria-Theresien-Villa, Maria-Theresien-Schlössl GstNr.: .2 Schloss Rodaun                                                                                               |
| ja   | Datei hochladen | Pförtnerhaus HERIS-ID: 111954 Objekt-ID: 129992seit 2013                                                                         | Schloss Rodaun – Willergasse 53 Standort KG: Rodaun                              | Das ehemalige Pförtnerhaus gehört zum Komplex des ehemaligen Schlosses Rodaun. | BDA-Hist.: Q37827864 Status: Bescheid Stand der BDA-Liste: 2025-06-30 Name: Pförtnerhaus GstNr.: .285 Pförtnerhaus, Schloss Rodaun |
| ja   | Datei hochladen | Herz-Jesu-Figur HERIS-ID: 111955 Objekt-ID: 129993seit 2013                                                                      | Schloss Rodaun – bei Willergasse 55 Standort KG: Rodaun                          | Diese überlebensgroße Christusfigur mit Herz-Jesu-Motiv stammt aus dem Jahr 1898. | BDA-Hist.: Q37827873 Status: Bescheid Stand der BDA-Liste: 2025-06-30 Name: Herz-Jesu-Figur GstNr.: 234/4 Schloss Rodaun |
| ja   | Datei hochladen | Lourdesgrotte HERIS-ID: 111956 Objekt-ID: 129994seit 2013                                                                        | Schloss Rodaun – bei Willergasse 55 Standort KG: Rodaun                          | Die Lourdesgrotte im Park des Schlosses Rodaun wurde Anfang des 20. Jahrhunderts errichtet. Sie besteht aus zwei Teilen, in einem ist eine Marienstatue aufgestellt, deren Heiligenschein aus einem lateinischen Schriftzug (Ego sum Immaculata Conceptio) gebildet wird. | BDA-Hist.: Q37827884 Status: Bescheid Stand der BDA-Liste: 2025-06-30 Name: Lourdesgrotte GstNr.: 234/1 Lourdesgrotte Rodaun |
| ja   | Datei hochladen | Schulverein Institut Sta. Christiana, ehem. Rodauner Schloss HERIS-ID: 5064 Objekt-ID: 926                                       | Willergasse 55 Standort KG: Rodaun                                               | Dieses mittelalterliche Schloss, das vermutlich im 12. Jahrhundert erbaut und im 16., 17. sowie 20. Jahrhundert erweitert wurde, wird seit 1902 als privates Schulzentrum genutzt. | BDA-Hist.: Q2243201 Status: Bescheid Stand der BDA-Liste: 2025-06-30 Name: Schulverein Institut Sta. Christiana, ehem. Rodauner Schloss GstNr.: .1 Schloss Rodaun                                                                                        |
| ja   | Datei hochladen | Johann Nepomuk-Kapelle HERIS-ID: 5062 Objekt-ID: 924                                                                             | Standort KG: Rodaun                                                              | Errichtet wurde die Kapelle 1766. | BDA-Hist.: Q38152827 Status: § 2a Stand der BDA-Liste: 2025-06-30 Name: Johann Nepomuk-Kapelle GstNr.: 290/1 Johann-Nepomuk-Kapelle Wien Promenadeweg |
| ja   | Datei hochladen | Baslerschule HERIS-ID: 5731 Objekt-ID: 1602                                                                                      | Basler Gasse 43 Standort KG: Siebenhirten                                        | Diese Schule der Stadt Wien wurde 1949–1951 von Roland Rainer erbaut. | BDA-Hist.: Q37848479 Status: § 2a Stand der BDA-Liste: 2025-06-30 Name: Baslerschule GstNr.: 98/5 Volksschule Basler Gasse |
| ja   | Datei hochladen | Relief „Sieben Hirten“ HERIS-ID: 22785 Objekt-ID: 19124                                                                          | Ketzergasse 42 Standort KG: Siebenhirten                                         | Das Relief Sieben Hirten von Wander Bertoni befindet sich auf einem 1949/50 von Eduard Sekler errichteten kommunalen Wohnbau. | BDA-Hist.: Q37872529 Status: § 2a Stand der BDA-Liste: 2025-06-30 Name: Relief „Sieben Hirten“ GstNr.: 98/4 Relief Sieben Hirten by Wander Bertoni |
| ja   | Datei hochladen | Kapelle HERIS-ID: 5730 Objekt-ID: 1601                                                                                           | bei Lemböckgasse 3 Standort KG: Siebenhirten                                     | Dieser Rechteckbau wurde vermutlich zu Beginn des 19. Jahrhunderts erbaut. | BDA-Hist.: Q37848450 Status: Bescheid Stand der BDA-Liste: 2025-06-30 Name: Kapelle GstNr.: .287 Kapelle Lemböckgasse |